# Мужская сборная Кот-д’Ивуара по баскетболу
Мужская сборная Кот-д’Ивуара по баскетболу — национальная баскетбольная команда, представляющая Кот-д’Ивуар на международных баскетбольных соревнованиях. Управляется Федерацией баскетбола Кот-д’Ивуара. Регулярный участник чемпионата Африки. Член ФИБА с 1961 года. Занимает 68-е место в мировом рейтинге ФИБА.

## Результаты
Сборная Кот-д’Ивуара принимала участие в различных международных соревнованиях, включая чемпионаты мира 1982, 1986, 2010, а также все чемпионаты Африки начиная с 1978 года. До этого времени в 1968 и в 1972 году также принимали участие на африканском континентальном первенстве. На Олимпийских турнирах сборная Кот-д’Ивуара участия не принимала.
Наибольших достижений сборная Кот-д’Ивуара достигла в чемпионатах Африки: она выиграла два золота в 1981 и 1985 годах. Также в активе ивуарийцев 4 серебряные медали, в том числе на чемпионате Африки 2021 года, где в финале команда проиграла сборной Туниса со счётом 75-78.

### Чемпионаты мира
- 1982: 13-е
- 1986: 23-е
- 2010: 21-е
- 2019: 29-е

### Чемпионаты Африки
| - Египет 1962 : Не участвовала - Марокко 1964 : Не участвовала - Тунис 1965 : Не участвовала - Марокко 1968 : 5-е - Египет 1970 : Не участвовала - Сенегал 1972 : 10-е - ЦАР 1974 : Не участвовала - Египет 1975 : Не участвовала - Сенегал 1978 : Серебро - Марокко 1980 : Серебро | - Сомали 1981 : Золото - Египет 1983 : 4-е - Кот д’Ивуар 1985 : Золото - Тунис 1987 : 7-е - Ангола 1989 : 5-е - Египет 1992 : 11-е - Кения 1993 : 6-е - Алжир 1995 : 7-е - Сенегал 1997 : 8-е - Ангола 1999 : 8-е | - Марокко 2001 : 8-е - Египет 2003 : 11-е - Алжир 2005 : 10-е - Ангола 2007 : 8-е - Ливия 2009 : Серебро - Мадагаскар 2011 : 4-е - Кот-д’Ивуар 2013 : 4-е - Тунис 2015 : 12-е - Сенегал и Тунис 2017 : 14-е - Руанда 2021 : Серебро |

## Текущий состав
| Перейти к шаблону «Состав сборной Кот-д'Ивуара по баскетболу» | Состав сборной Кот-д'Ивуара по баскетболу |  |

| Поз. | №  | Имя              | Дата рождения (возраст)   | Рост   | Клуб         |
| ---- | -- | ---------------- | ------------------------- | ------ | ------------ |
| АЗ   | 1  | Шарль Абуо       | 18 февраля 1986 (39 лет)  | 194 см | Блуа         |
| РЗ   | 6  | Бриан Памба      | 7 января 1992 (33 года)   | 191 см | Кан          |
| ТФ   | 7  | Аджехи Бару      | 10 декабря 1991 (33 года) | 207 см | Корунья      |
| Ц    | 8  | Фрежюс Зербо     | 2 апреля 1989 (35 лет)    | 213 см | Бурк         |
| РЗ   | 10 | Сулейман Диабате | 21 июля 1987 (37 лет)     | 182 см | Нанси        |
| Ф    | 11 | Вафесса Фофана   | 12 июня 1992 (32 года)    | 201 см | Шоле         |
| ТФ   | 12 | Бали Кулибали    | 3 июля 1995 (29 лет)      | 201 см | ТОАК         |
| Ф    | 13 | Тьегбе Бамба     | 21 января 1991 (34 года)  | 201 см | Шартр        |
| АЗ   | 14 | Ги Эди           | 26 декабря 1988 (36 лет)  | 199 см | Шампань      |
| Ц    | 15 | Мохамед Коне     | 24 марта 1981 (43 года)   | 210 см | Виши-Клермон |
| ТФ   | 21 | Деон Томпсон     | 16 сентября 1988 (36 лет) | 204 см | Малага       |
| РЗ   | 30 | Абрахам Сье      | 31 августа 1999 (25 лет)  | 179 см | Абиджан      |